# Provincia di Gran Chaco
La provincia di Gran Chaco è una delle 6 province del dipartimento di Tarija nella Bolivia meridionale. Il capoluogo è la città di Yacuíba.
Al censimento del 2001 possedeva una popolazione di 116.318 abitanti.

## Geografia antropica

### Suddivisioni amministrative
La provincia è suddivisa in 3 comuni:
- Caraparí
- Villamontes
- Yacuíba